# جون الكسندر فالنسيا
جون الكسندر فالنسيا (بالإسبانية: John Valencia)‏ هو لاعب كرة قدم كولومبي في مركز الدفاع، ولد في 4 يناير 1982 في ميديلين في كولومبيا. لعب مع أتلتيكو جونيور وأتليتيكو بوكارامانغا وإنديبندينتي ميديلين وديبورتيس توليما ونادي أوتسيلول غالاتسي ونادي شيفاز يو إس أي.

## وصلات خارجية
- جون الكسندر فالنسيا على موقع الدوري الأمريكي (الإنجليزية)
- جون الكسندر فالنسيا على موقع Soccerway.com (الإنجليزية)
- جون الكسندر فالنسيا على موقع AS.com (الإسبانية)